# کیم یونگ-ایل
کیم یونگ ایل (متولد ۲ مه ۱۹۴۴) نخست‌وزیر کره شمالی از ۲۰۰۷ تا ۲۰۱۰ بود. او در پنجمین نشست یازدهمین مجمع عالی خلق در سال ۲۰۰۷ جانشین پاک پونگ-جو شد. او به عنوان مسئول ناوبری از دانشگاه فارغ‌التحصیل شد. چو یونگ-ریم جانشین او شد.